# Syndrome de Kleefstra
 Mise en garde médicale
Le syndrome de Kleefstra ou délétion 9q34  est une maladie génétique qui est caractérisée par une hypotonie musculaire associée avec un retard mental et un visage particulier. Des malformations peuvent accompagner ce syndrome incluant des malformations cardiaques, rénales et génitale chez les garçons. Ce syndrome est causé dans 75 % des cas par une micro délétion au niveau du chromosome neuf au niveau du locus 34.3 (micro délétion 9q34.3) et dans 25 % des cas une mutation du gène EHMT. La très grande majorité de ces anomalies génétiques se fait par mutation de novo.
Les  rares cas de transmission familiale sont dus à des translocations ou à une mosaïque. Cette maladie génétique se transmet selon le mode dominant. Aucun cas de grossesse n'a été rapporté chez les personnes atteintes par cette maladie excepté pour les sujets porteurs d'une mosaïque. Un diagnostic prénatal est possible chez les parents dont un des enfants est porteur de cette maladie en raison du risque augmenté de récurrence.

## Signes et symptômes
Symptômes physiques :,,
- Malformations cardiaques
- Caractéristiques de l’autisme

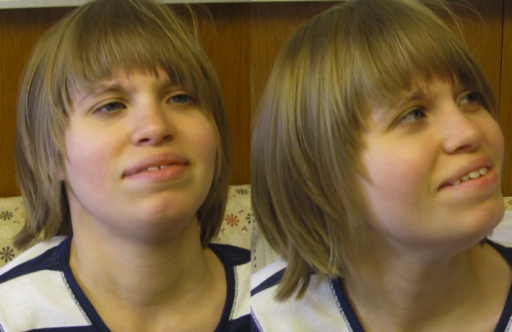
Personne âgée de 14 ans atteinte du syndrome de Kleefstra, présentant un mono-sourcil, un prognathisme mandibulaire relatif, un nez court, un hypertélorisme avec épicanthus, des oreilles trop pliées et angulées vers l'arrière.

- Malformations génitales (chez les garçons)
- Hypotonie infantile
- Infections respiratoires
- Retard moteur
- Anomalies rénales
- Retard sévère ou absence totale de langage
- Disposition joyeuse
- Traits faciaux dysmorphiques
- Problèmes visuels (hypermétropie)
- Perte auditive (neurosensorielle et/ou de transmission)

Symptômes comportementaux :
- Passivité
- Sociabilité
- Agressivité (morsures ou frappes)
- Sautes d’humeur
- Aversion pour les changements de routine
- Apathie extrême

## Diagnostic
Les tests sont effectués soit à la naissance soit plus tard dans la petite enfance à l'aide de techniques telles que l'hybridation in situ en fluorescence (FISH), l'amplification multiplexe dépendante de la ligature (MLPA), l'hybridation génomique comparative sur puce (aCGH) et le séquençage du gène EHMT1.
La FISH est une méthode de dépistage qui utilise des sondes marquées par fluorescence ou l'hybridation génomique comparative pour détecter toute anomalie chromosomique dans un génome. Elle est couramment utilisée pour la cartographie génétique, la détection de l'aneuploïdie, la localisation de tumeurs, etc. Les sondes fluorescentes s'hybrident à des séquences d'ADN spécifiques.
- La MLPA est un test qui détecte et enregistre les changements dans le nombre de copies d'ADN à l'aide de la réaction en chaîne par polymérase (PCR). Cette technique permet d'identifier les anomalies chromosomiques ainsi que les variations du nombre de copies liées aux tumeurs, telles que celles observées dans les cellules gliales du cerveau[7].
- L'hybridation génomique comparative sur puce (aCGH) détecte les délétions et les duplications chromosomiques en marquant les échantillons d'ADN du patient et de référence avec des colorants fluorescents et en les hybridant sur des lames de micro-puces contenant des séquences génomiques. Les fragments d'ADN analysés ont généralement une longueur comprise entre 25 et 80 paires de bases[8].
- Le séquençage du gène EHMT1 consiste à isoler le brin d'ADN du gène EHMT1 et à synthétiser des brins complémentaires à l'aide d'une ADN polymérase. Ce processus permet aux scientifiques de déterminer la séquence nucléotidique précise du gène, ce qui facilite un diagnostic précis[9].

## Traitement
Les manifestations individuelles sont prises en charge par une équipe multidisciplinaire, composée notamment d'orthophonistes, de kinésithérapeutes et d'autres professionnels de santé. Il est particulièrement important que le patient soit suivi par un neurologue afin de s'assurer que les plans de traitement sont adaptés au fil du temps.
Bien qu'il n'existe actuellement aucun remède contre le syndrome de Kleefstra les recherches en cours se concentrent sur le développement de thérapies ciblées qui s'attaquent aux causes sous-jacentes de la maladie. La thérapie génique et les interventions pharmacologiques visant à moduler l'expression des gènes constituent des domaines de recherche prometteurs.

## Épidémiologie
Le syndrome de Keefstra touche autant les hommes que les femmes. Environ 75 % des cas documentés sont causés par des anomalies du gène EHMT1, tandis que les 25 % restants sont dus à des délétions terminales dans la région 9q34.3 du chromosome 9. À l'heure actuelle il n'existe pas de statistiques fiables sur l'espérance de vie en raison du nombre limité de données à long terme disponibles.

## Historique
Le syndrome de Kleefstra a été identifié pour la première fois en 2006 par Tjtske Kleefstra et al. Il s'agit d'une maladie relativement récente, avec moins de 200 cas signalés dans le monde. En raison de la rareté de ce syndrome, son historique et son origine restent mal connus.